# 高瀬パーキングエリア
高瀬パーキングエリア（たかせパーキングエリア）は、香川県三豊市高瀬町上勝間にある高松自動車道のパーキングエリアである。
下り線の流出直後と上り線の流入直前にバスストップがあるが、開設以来高速バスが停車したことはない。

## 施設

### 上り線（高松・鳴門方面）
- 駐車場
  - 大型 14台
  - 小型 23台
- トイレ
  - 男性 大2（和式1・洋式1）・小3
  - 女性 5（和式1・洋式4）
  - 車椅子用 1
- 自動販売機

### 下り線（松山・高知方面）
- 駐車場
  - 大型 16台
  - 小型 20台
- トイレ
  - 男性 大2（和式1・洋式1）・小3
  - 女性 5（和式1・洋式4）
  - 車椅子用 1
- 自動販売機

## 隣
E11 高松自動車道
(3)善通寺IC - (3-1)三豊鳥坂IC - 高瀬PA - (4)さぬき豊中IC